# Sawan Airline
Sawan Airline was na Kurdistan Airlines de eerste Koerdische luchtvaartmaatschappij die vluchten aanbood tussen Europa en Iraaks-Koerdistan. Het bood vluchten aan tussen Arbil en Europese steden zoals Amsterdam en Frankfurt am Main. Sawan Air is in 2006 opgeheven nadat passagiers het hoofdkantoor in Sulaimaniya kapot hadden gegooid met stenen omdat zij geen geld hadden terugkregen voor een vlucht die 3 keer niet door ging.

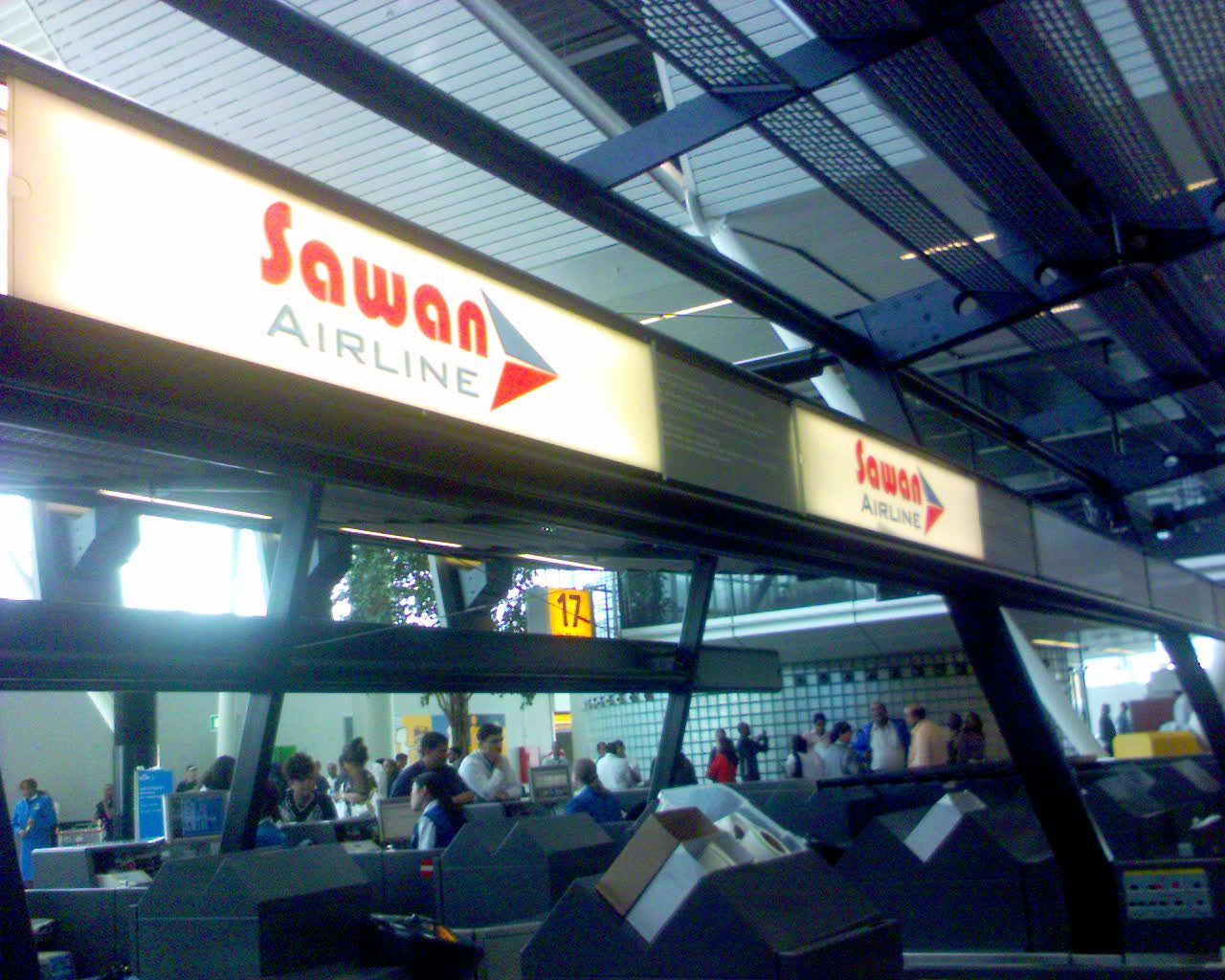